# Brittiska öarnas historia
Brittiska öarnas historia är indelad efter de länder som finns på Brittiska öarna:
- Storbritanniens historia
  - Englands historia
  - Skottlands historia
  - Wales historia
  - Nordirlands historia
- Irlands historia